# Henry J. Duveen

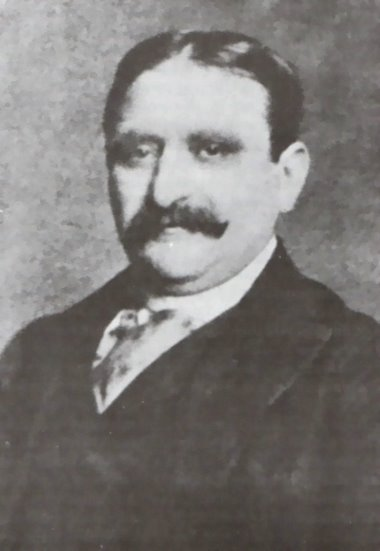
Henry J. Duveen

Henry Joseph Duveen (* 26. Oktober 1854 in Meppel, Niederlande; † 15. Januar 1919 in New York) war ein britisch-amerikanischer Antiquitäten- und Kunsthändler sowie Philatelist.
Henry J. Duveen war der Sohn des jüdischen Händlers Joseph Duveen (1820–1877) und seiner Frau Eva van Minden (1812–1864). Seit 1876 führte er mit seinem älteren Bruder Joseph Joel Duveen (1843–1908) eine Antiquitäten- und Kunsthandlung in London („Duveen Brothers“). Die Brüder bauten eine zu der Zeit größten Antiquitäten- und Kunsthandlungen auf, die Filialen in New York und Paris hatte. Henry J. Duveen leitete die 1886 gegründete Filiale in New York, unterstützt von seinem Neffen Joseph Duveen (1869–1939).
Henry Duveen sammelte Kunst und Briefmarken. Mit seiner Briefmarkensammlung war er Generalsammler mit besonderem Augenmerk auf Britisch-Guayana und die britischen Kolonien. Er besaß insgesamt vier Rote und Blaue Mauritius.